# Scutelnici, Buzău
Scutelnici (în trecut, Meteleu-Scutelnici) este satul de reședință al comunei cu același nume din județul Buzău, Muntenia, România. Se află în sudul județului, la limita cu județul Ialomița.
Este primul dintre satele comunei, fiind înființat pe la 1825, de către oameni aduși pe moșia mănăstirii Căldărușani și scutiți de dări.